# TVMax
TVMax è un'emittente televisiva nazionale panamense.

## Principali programmi
- Prison Break
- TNA Impact!
- 24
- American Gladiators
- Law & Order - Unità vittime speciali
- Shark
- Knight Rider
- The Clone Wars
- Fratelli al fronte
- Californication
- Nip/Tuck
- Smallville
- Survivor
- CSI - Scena del crimine
- Damages
- Medium
- Sleeper Cell
- Tak and the Power of Juju
- Hi-5
- I Rugrats
- Kappa Mikey
- Dinosaur King
- Danny Phantom
- Pokémon: Diamond and Pearl
- Yu-Gi-Oh!
- Avatar - La leggenda di Aang
- Shaman King
- G.I. Joe: Sigma 6

## Altri programmi
- Serie A
- Uefa Champions League
- UEFA Europa League
- GOLMAX
- Campionato panamense di calcio
- Primera División (Argentina)
- Premier League
- Formula Uno